# Terminalia rerei
Espèce
Statut de conservation UICN

 VU B1+2abcde : Vulnérable
Terminalia rerei est une espèce de plantes à fleurs du genre Terminalia de la famille des Combretaceae.

## Répartition
Cette espèce est endémique des îles San Cristobal et Guadalcanal aux Salomon.